# Ilse Aigner

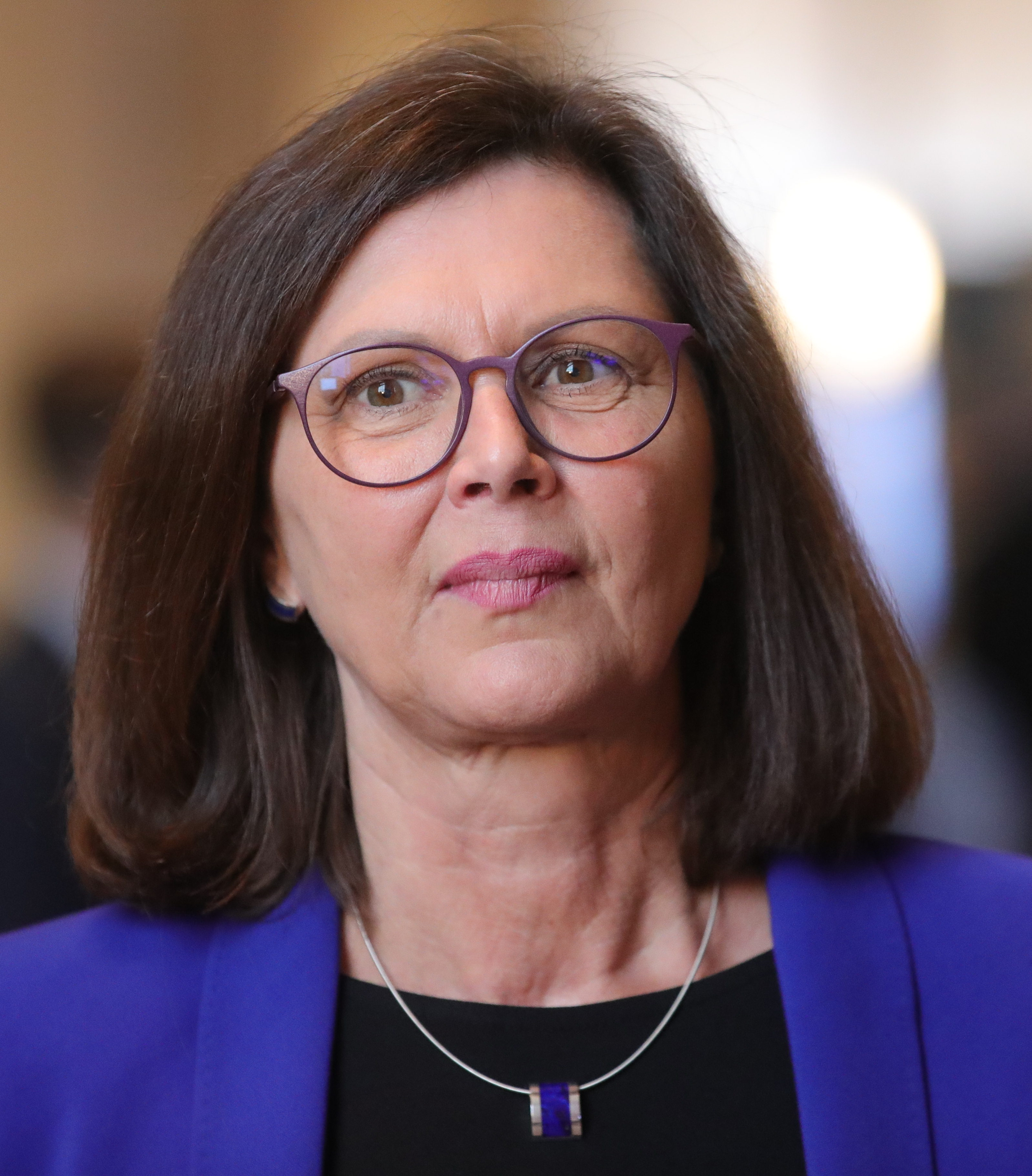
Ilse Aigner (2023)

Ilse Aigner (* 7. Dezember 1964 in Feldkirchen-Westerham) ist eine deutsche Politikerin (CSU) und seit November 2018 Präsidentin des Bayerischen Landtags, dessen Mitglied sie seit 2013 ist. Außerdem ist sie seit 2011 Vorsitzende des größten CSU-Bezirksverbandes Oberbayern.
Nachdem Aigner von 1994 bis 1998 bereits Mitglied des Bayerischen Landtags war, zog sie mit der Bundestagswahl 1998 in den Deutschen Bundestag ein, dessen Mitglied sie bis 2013 blieb. Von Oktober 2008 bis September 2013 war Aigner Bundesministerin für Ernährung, Landwirtschaft und Verbraucherschutz (Kabinett Merkel I und Merkel II). Mit der Landtagswahl in Bayern 2013 wechselte sie sowohl als Abgeordnete als auch als Regierungsmitglied wieder von Berlin nach München. Von 2013 bis 2018 war Aigner Staatsministerin für Wirtschaft und Medien, Energie und Technologie sowie stellvertretende Bayerische Ministerpräsidentin im Kabinett Seehofer II, vom 14. bis 16. März 2018 übte sie kommissarisch die Amtsgeschäfte des Bayerischen Ministerpräsidenten aus. Von März 2018 bis November 2018 fungierte sie weiter als stellvertretende Ministerpräsidentin sowie als Staatsministerin für Wohnen, Bau und Verkehr im Kabinett Söder I.

## Leben

### Herkunft, Ausbildung und Privates
Aigners Eltern führten einen mittelständischen Elektro-Handwerksbetrieb. Ihr Vater war Elektriker und viele Jahre Gemeinderat in Feldkirchen-Westerham. Sie wuchs mit drei älteren Schwestern auf. Sie wechselte vom Gymnasium, das ihr „zu theoretisch“ war, auf die Wilhelm-Leibl-Realschule in Bad Aibling, auf der sie 1981 die Mittlere Reife erwarb. Im Anschluss absolvierte Aigner bis 1985 eine Berufsausbildung zur Radio- und Fernsehtechnikerin im elterlichen Betrieb, die sie mit der Gesellenprüfung im Elektrohandwerk abschloss. Bis 1988 arbeitete sie im elterlichen Betrieb als Handwerksgesellin. Von 1988 bis 1990 belegte sie an einer Fachschule für Technik eine Aufstiegsfortbildung zur Staatlich geprüften Technikerin, Fachrichtung Elektrotechnik. Anschließend war sie bis 1994 bei Eurocopter Deutschland in Ottobrunn in der Entwicklung von Systemelektrik für Hubschrauber tätig. Aigner ist römisch-katholisch, ledig und kinderlos.

### CSU-Politikerin
Aigner trat 1983 in die Junge Union (JU) und 1985 auch in die CSU ein. Sie war von 1993 bis 1999 stellvertretende JU-Landesvorsitzende in Bayern und von 1995 bis 1999 stellvertretende Vorsitzende des CSU-Kreisverbandes von Rosenheim-Land. Von 1999 bis 2011 war sie stellvertretende Vorsitzende des CSU-Bezirksverbandes von Oberbayern. Am 23. Juli 2011 wurde sie mit 98,2 % der Delegiertenstimmen zur Bezirksvorsitzenden gewählt. Den Vorsitz hatte sie seit 17. März 2011 auf Vorstandsbeschluss hin kommissarisch inne. Seit 1995 gehört sie dem CSU-Parteivorstand und seit 2007 dem CSU-Präsidium an.
Im Frühjahr 2025 machte Hessens langjähriger Ministerpräsident Volker Bouffier von der CDU den Vorschlag, Ilse Aigner als Kandidatin für die 2027 anstehenden Wahl des deutschen Bundespräsidenten ins Rennen zu schicken, dem Münchner Merkur sagte er „Frau Aigner wäre eine ausgezeichnete Wahl.“ Der frühere CSU-Chef Horst Seehofer pflichtete dem bei und sagte in einem Interview, dass er „die Ilse an der ersten Stelle“ sehe. Die Süddeutsche Zeitung analysierte in einem ausführlichen Beitrag auf „Die Seite Drei“ die Chancen von Ilse Aigner, als erste Frau und als erste aus den Reihen der CSU Bundespräsidentin zu werden. Zitat: „Vielleicht ist das nur ein Luftschloss, aber in der Union gibt es Menschen, die Ilse Aigner als Bundespräsidentin sehen“.

### Abgeordnetentätigkeit
Von 1990 bis 1998 gehörte Aigner dem Gemeinderat Feldkirchen-Westerham an und von 1990 bis 1999 dem Kreistag des Landkreises Rosenheim. Von 1994 bis 1998 war sie Mitglied des Bayerischen Landtages. Dort war sie unter anderem im Ausschuss für Bildung, Jugend und Sport tätig sowie im Ausschuss für Eingaben und Beschwerden und im Landessportbeirat.
Aigner war von 1998 bis 2013 direkt gewählte Abgeordnete des Bundestagswahlkreises Starnberg (Nr. 224, vormals 225; umfasst die Landkreise Bad Tölz-Wolfratshausen, Miesbach, Starnberg) für den Deutschen Bundestag. Hier war sie von 1998 bis 2002 Obfrau der CDU/CSU-Fraktion in der Enquête-Kommission „Zukunft des Bürgerschaftlichen Engagements“ und von 2002 bis 2005 stellvertretende Vorsitzende der CSU-Landesgruppe. Im Haushaltsausschuss war Aigner Berichterstatterin für den Etat des Bundesministeriums für Verbraucherschutz, Ernährung und Landwirtschaft. Von 2005 bis zu ihrer Ernennung zur Bundesministerin war Aigner Vorsitzende der Fraktionsarbeitsgruppe Bildung und Forschung.
Im Deutschen Bundestag war sie
- 1998–2002
  - Sprecherin der CDU/CSU in der Enquete-Kommission „Zukunft des Bürgerschaftlichen Engagements“
  - Ausschuss für Bildung, Forschung und Technikfolgenabschätzung
  - Stellvertretendes Mitglied im Ausschuss für Tourismus
  - Stellvertretendes Mitglied im Petitionsausschuss
  - Schriftführerin im Bundestag
- 2002–2005
  - Stellvertretende Vorsitzende der CSU-Landesgruppe
  - Mitglied im Haushaltsausschuss (Berichterstatterin für den Einzelplan des Bundesministeriums für Verbraucherschutz, Ernährung und Landwirtschaft)
  - Stellvertretendes Mitglied im Verteidigungsausschuss
- 2005–2008
  - Vorsitzende der Arbeitsgruppe Bildung und Forschung
  - Sprecherin der CDU/CSU-Fraktion im Ausschuss für Bildung, Forschung und Technikfolgenabschätzung
  - Stellvertretendes Mitglied im Haushaltsausschuss
  - Fraktionsvorstand[15]

| Erststimmenergebnisse (Wahl zum Deutschen Bundestag) | Erststimmenergebnisse (Wahl zum Deutschen Bundestag) | Erststimmenergebnisse (Wahl zum Deutschen Bundestag) | Erststimmenergebnisse (Wahl zum Deutschen Bundestag) | Erststimmenergebnisse (Wahl zum Deutschen Bundestag) |
| Bundestags- wahl                                     | Wahlkreis                                            | Ilse Aigner                                          | Vorsprung                                            |                                                      |
| ---------------------------------------------------- | ---------------------------------------------------- | ---------------------------------------------------- | ---------------------------------------------------- | ---------------------------------------------------- |
| 1998                                                 | Starnberg                                            | 57,0 %                                               | 30,8 %pkte                                           |                                                      |
| 2002                                                 | Starnberg                                            | 63,5 %                                               | 41,6 %pkte                                           |                                                      |
| 2005                                                 | Starnberg                                            | 59,7 %                                               | 37,7 %pkte                                           |                                                      |
| 2009                                                 | Starnberg                                            | 54,0 %                                               | 38,2 %pkte                                           |                                                      |

Bei den Bundestagswahlen 2005 und 2009 erreichte Aigner die meisten Erststimmen unter den deutschen Bundestagskandidatinnen. Zur Bundestagswahl 2013 trat sie nicht wieder an. Sie wechselte wieder in die bayerische Landespolitik und kandidierte bei der Landtagswahl in Bayern am 15. September 2013, am 14. Oktober 2018 und am 8. Oktober 2023 erfolgreich im Stimmkreis Miesbach.
| Erststimmenergebnisse (Wahl zum Bayerischen Landtag) | Erststimmenergebnisse (Wahl zum Bayerischen Landtag) | Erststimmenergebnisse (Wahl zum Bayerischen Landtag) | Erststimmenergebnisse (Wahl zum Bayerischen Landtag) | Erststimmenergebnisse (Wahl zum Bayerischen Landtag) |
| Landtags- wahl                                       | Wahlkreis                                            | Ilse Aigner                                          | Vorsprung                                            |                                                      |
| ---------------------------------------------------- | ---------------------------------------------------- | ---------------------------------------------------- | ---------------------------------------------------- | ---------------------------------------------------- |
| 2013                                                 | Miesbach                                             | 56,8 %                                               | 42,8 %pkte                                           |                                                      |
| 2018                                                 | Miesbach                                             | 45,7 %                                               | 29,0 %pkte                                           |                                                      |
| 2023                                                 | Miesbach                                             | 42,6 %                                               | 23,6 %pkte                                           |                                                      |

### Öffentliche Ämter

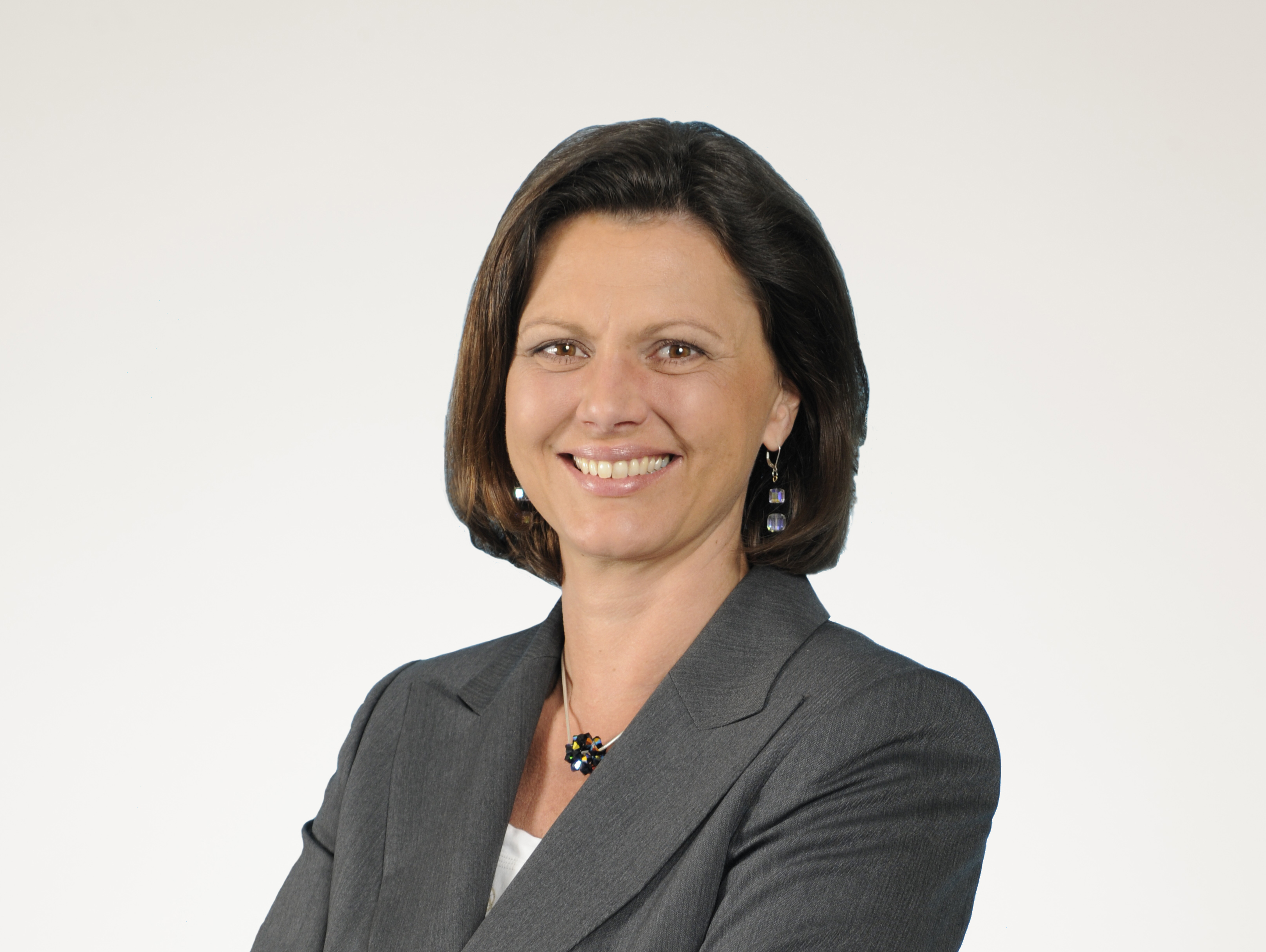
Ilse Aigner (2009)

Am 31. Oktober 2008 wurde Aigner als Nachfolgerin von Horst Seehofer zur Bundesministerin für Ernährung, Landwirtschaft und Verbraucherschutz ernannt. Ihre Vereidigung vor dem Deutschen Bundestag erfolgte am 4. November 2008.
Auch im Kabinett Merkel II (2009–2013, CDU/CSU-FDP-Koalition) blieb Aigner Bundesministerin für Ernährung, Landwirtschaft und Verbraucherschutz. Aigner trat auf eigenen Wunsch am 30. September 2013 von ihrem Amt als Bundeslandwirtschaftsministerin zurück, um wieder in die bayerische Landespolitik zu wechseln. Dort wurde sie im Oktober 2013 stellvertretende Ministerpräsidentin sowie Wirtschaftsministerin im Kabinett Seehofer II. Sie führt den Vorsitz der „Plattform Energie Bayern“, einer von der CSU-Landesregierung eingerichteten Dialogplattform zur Ausgestaltung der Energiewende. Im Kabinett Söder I wurde Aigner im März 2018 Bayerische Staatsministerin für Wohnen, Bau und Verkehr und erneut Stellvertreterin des Ministerpräsidenten.
Nach der Landtagswahl vom 14. Oktober 2018 beschloss die CSU, Ilse Aigner für das Amt der Landtagspräsidentin vorzuschlagen, als Nachfolgerin von Barbara Stamm. Am 5. November 2018 wurde sie bei der konstituierenden Sitzung des Landtags mit 198 von 205 Stimmen als neue Präsidentin gewählt. In dieser Funktion ist sie zuständig für die Wahrung der Verfahren und Regeln im Bayerischen Landtag. In ihrer Antrittsrede warnte sie vor einer „Stimmungsdemokratie“, appellierte an die Problemlösungskompetenz der Politik und formulierte ihr Credo: „Demokratie ist nie nur Gabe, sie bleibt immer Aufgabe“. Parlament und Gesellschaft ruft sie zu Respekt und fairem Miteinander auf. Am 30. Oktober 2023 wurde Aigner erneut zur Landtagspräsidentin des 19. Bayerischen Landtags gewählt. Sie erhielt 164 Stimmen aus dem Kreis der 200 Abgeordneten.
Als Präsidentin des Bayerischen Landtags ist Ilse Aigner qua Amt Vorsitzende des für die Überwachung der Geschäftsführung des Bayerischen Rundfunks zuständigen Verwaltungsrats des Bayerischen Rundfunks. Als Verwaltungsratsvorsitzende ist sie auch für den Abschluss und die Aufhebung von Dienstverträgen von über- und außertariflich bezahltem Personal des Senders mit verantwortlich. Kritisiert wurde im Zuge der Diskussion um Gehälter und sonstige Zuwendungen an ARD-Spitzenpersonal im Kontext der fristlosen Entlassung der RBB-Intendantin Patricia Schlesinger im August 2022 Aigners Zustimmung für eine 700.000-€-Abfindung für den BR-Fernsehdirektor Reinhard Scolik. Aigner erklärte gegenüber der B.Z Berlin, dies sei „bislang gängige Praxis und auch zulässig“. Der Rundfunkrat hatte im Juli 2020 einer Vertragsverlängerung von Scolik sowie 10 Monate danach der Abfindungsregelung zugestimmt. Gegenüber der Süddeutschen Zeitung erklärte Aigner, dass eine „Trennung nach Vertragsverlängerung sicher nicht gerade üblich ist“, und sie räumte ein „ich bin auch nicht sehr glücklich darüber“.
Eine Aufsichtsratfunktion nimmt Aigner auch in der Technischen Universität München wahr. Dort wurde sie im Oktober 2019 in den Hochschulrat berufen. Der Hochschulrat fungiert als Aufsichtsrat der TUM und setzt sich zusammen aus zehn externen Mitgliedern aus Wissenschaft, Wirtschaft und Politik sowie zehn Mitgliedern des Universitäts-Senats.

### Sonstiges Engagement
Von 2001 bis 2009 war Aigner Landesvorsitzende der BRK-Wasserwacht. Als Bundesministerin gehörte sie dem Verwaltungsrat der Landwirtschaftlichen Rentenbank an. Sie war von 2019 bis Ende 2022 Mitglied des Kuratoriums der Sepp-Herberger-Stiftung. Sie war zudem von 1995 bis 2021 ehrenamtliche Vizepräsidentin des Landesverbandes Oberbayern im Bund Deutscher Karneval (BDK), seitdem ist sie dort Ehrenpräsidentin. Seit 2009 ist sie Fördervereinsvorsitzende des Caritas Kinderdorf Irschenberg. Aigner ist seit März 2020 Botschafterin des Bayerischen Roten Kreuzes. Sie ist im Vorstand der Hanns-Seidel-Stiftung und des Wirtschaftsbeirates Bayern. Zudem ist sie Mitglied im Stiftungsrat der Tegernseer Bürgerstiftung, der Marianne Strauß Stiftung und der Stiftung Bayerische Gedenkstätten. Des Weiteren sitzt sie im Kuratorium des Deutschen Museums, der Bayerischen Volksstiftung und ist Gründungsmitglied des Beirates des Landesfeuerwehrverbandes Bayern e. V.

## Politische Positionen

### Gemeinsame EU-Agrarpolitik
Ilse Aigner hat die jahrelang andauernden Verhandlungen um die Gemeinsame EU-Agrarpolitik geführt: Im Spannungsfeld zwischen wirtschaftlichen Erfordernissen und umweltpolitisch sinnvollen Zielen plädierte sie für eine Linie ohne Brüche. Insbesondere vor dem Hintergrund der Euro-Krise warnte sie vor massiven Kürzungen bei den Direktzahlungen. Umweltaktivisten und Grüne kritisierten ihren Kurs als Greenwashing. Im Ergebnis sind 2013 die radikale Kürzung der Direktzahlungen als auch die Pläne zu Flächenstilllegungen abgewendet worden. Umweltmaßnahmen wurden stärker belohnt, vor allem kleinere Höfe profitierten von der Neuregelung. Die Leistungen für die deutsche Landwirtschaft sind mit der GAP-Reform, die 2015 in Kraft trat, im Wesentlichen stabil geblieben.

### Alm- und Alpwirtschaft
Ilse Aigner hat im Zuge der GAP-Verhandlungen bessere Fördermöglichkeiten für die deutsche Alm- und Alpwirtschaft erreicht. Bei der Hauptalmbegehung 2013 verwies sie auf deren schwierige Arbeit in den Berggebieten. Sie profitierten nun von einer starken Ausgleichszulage, der Förderung benachteiligter Gebiete und einer gezielten Weideprämie.

### Preisgestaltung der Nahrungsmittelindustrie
Im April 2011 kritisierte Aigner, dass die Nahrungsmittelindustrie jede Preiserhöhung mit gestiegenen Rohstoffkosten begründe. Sie betonte, dass die Kostenfaktoren so unterschiedlich wie die einzelnen Produkte seien und nannte in diesem Zusammenhang die Höhe des Anteils der Futtermittelkosten an den Produktionskosten eines Rindersteaks als Beispiel: „Während der Anteil der Futtermittelkosten beim Landwirt noch rund 40 Prozent beträgt, sind es nur noch etwa 15 Prozent der Gesamtkosten, wenn das Fleisch in der Kühltheke der Metzgers angekommen ist.“

### Stromtrassen
Auf einem CSU-Parteitag zeigte sich Aigner im Dezember 2014 beim Bau von Stromtrassen kompromissbereit. Im Februar 2015 forderte sie vom Bund subventionierte Gaskraftwerke, damit entweder auf die Trasse Südlink oder auf die Südostlink – oder auf beide – verzichtet werden könne. Ilse Aigner hat sich bereits 2015 für den Bau von neuen Stromtrassen ausgesprochen, ist aber bei Trassen-Gegnern eigenen Angaben zufolge „nicht durchgedrungen“. Im Mai 2015 schlug Aigner vor, dass die Trasse Südlink in Gundremmingen und nicht mehr in Grafenrheinfeld enden solle, da Unterfranken sonst zusätzlich zur Thüringer Strombrücke mit einer zweiten Trasse belastet werde. Die Trasse würde dann vor allem durch das Territorium von Baden-Württemberg verlaufen. Widerstand regte sich nicht nur aus den Reihen der eigenen Partei, sondern auch innerhalb der Bevölkerung und in Bayerns Nachbarländern Baden-Württemberg und Hessen.

## Kritik
2012 erhielt Aigner vom Naturschutzbund Deutschland als erste Frau den Negativpreis Dinosaurier des Jahres. Begründet wurde die Verleihung an die damalige Bundeslandwirtschaftsministerin mit ihrer „rückwärtsgewandten Klientelpolitik“. Das Ministerium wies die Vorwürfe mit Hinweis auf zukunftsweisende Prinzipienwechsel unter ihrer Leitung zurück.

## Kabinette

### Bund
- Kabinett Merkel I, Bundesministerium für Ernährung, Landwirtschaft und Verbraucherschutz, 2008–2009
- Kabinett Merkel II, Bundesministerium für Ernährung, Landwirtschaft und Verbraucherschutz, 2009–2013

### Bayern
- Kabinett Seehofer II, Bayerisches Staatsministerium für Wirtschaft, Energie und Technologie, 2013–2018
- Kabinett Söder I, Bayerisches Staatsministerium für Wohnen, Bau und Verkehr, 2018

## Auszeichnungen
- 2009: Bayerischen Verdienstorden

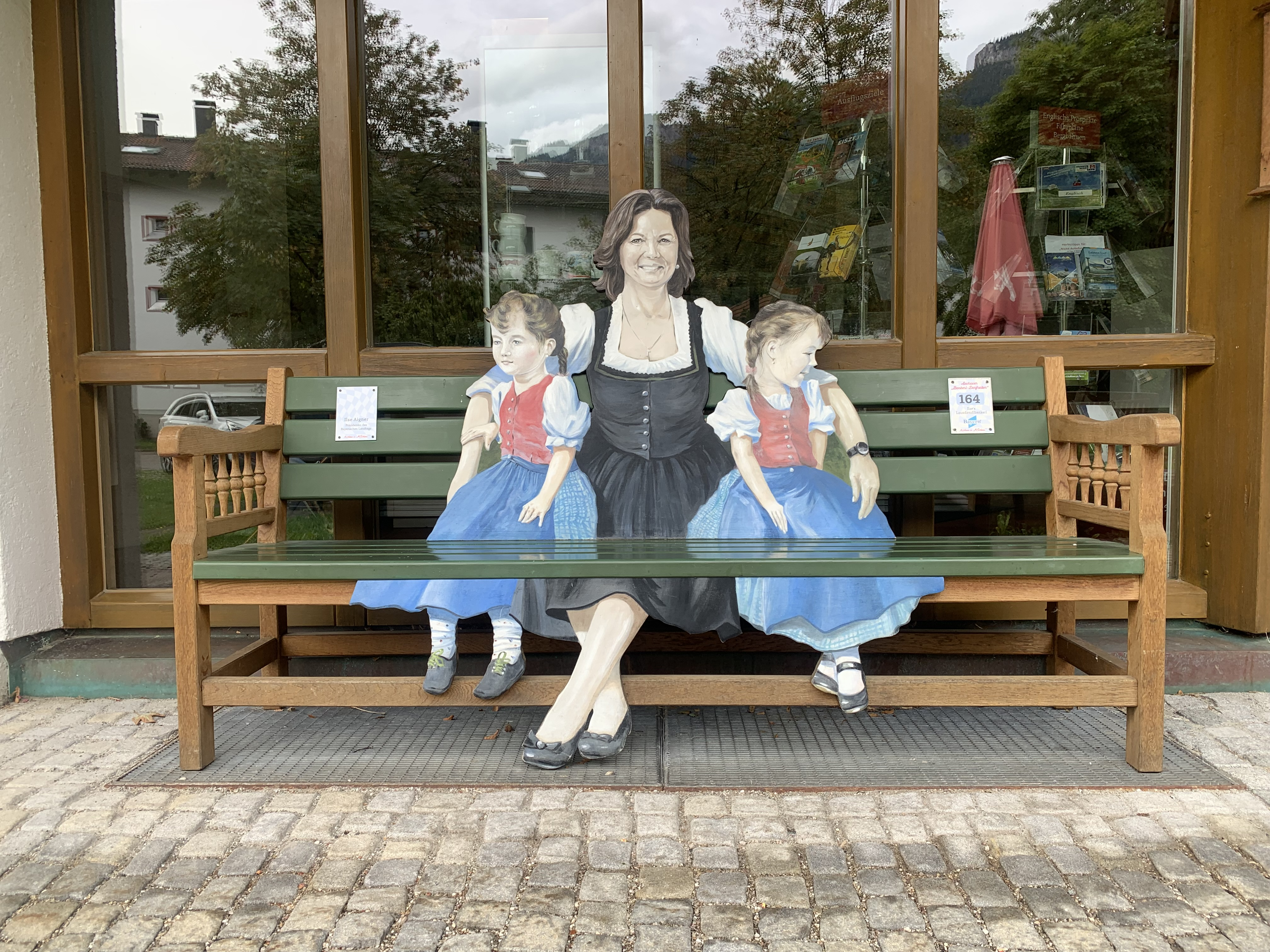
Ilse Aigner-Bank in Aschau im Chiemgau

- 2012: Bayerische Verfassungsmedaille in Gold[57]
- 2019: Signs Award in der Kategorie „Vertrauenswürdigkeit in der Politik“[58][59]
- 2022: Bairische Sprachwurzel[60]